# Rendition (filme)
Rendition (bra: O Suspeito; prt: Detenção Secreta) é um filme sul-africano-estadunidense de 2007, dos gêneros drama e suspense, dirigido por Gavin Hood, com roteiro de Kelley Sane.
Estrelado por Reese Witherspoon, Meryl Streep, Peter Sarsgaard, Alan Arkin, Jake Gyllenhaal e Omar Metwally, o filme aborda a prática controversa da CIA de entregas extraordinárias e é baseado na verdadeira história de Khalid El-Masri, que foi confundido com Khalid al-Masri. O filme também tem semelhanças com o caso de Maher Arar.[carece de fontes?]

## Elenco
- Reese Witherspoon - Isabella Fields El-Ibrahimi
- Jake Gyllenhaal - Douglas Freeman
- Meryl Streep - Corrine Whitman
- Omar Metwally - Anwar El-Ibrahimi
- Alan Arkin - Senador Hawkins
- Peter Sarsgaard - Alan Smith
- Aramis Knight - Jeremy El-Ibrahimi
- Rosie Malek-Yonan - Nuru El-Ibrahimi
- Moa Khouas - Khalid El-Emin
- Zineb Oukach - Fatima Fawal
- Yigal Naor - Abasi Fawal
- J. K. Simmons - Lee Mayers
- Bob Gunton - Lars Whitman
- Hadar Ratzon - Safiya
- Raymonde Amsalem - Layla Fawal
- Simon Abkarian - Said Abdel Aziz
- Wendy Phillips - Samantha
- Coco d'Este - Vizinho
- David Fabrizio - William Dixon
- Bob Gunton Lars - Whitman

## Recepção
Comentários sobre Rendition foram mistos. No Rotten Tomatoes, alcançou um Tomatometer 47% das 152 opiniões. E com base em 34 comentários, o filme em média uma pontuação de 55 no Metacritic. Roger Ebert entregou ao filme quatro estrelas de quatro, dizendo: "Rendition é valioso e raro; como eu escrevi em Toronto: "É um filme sobre a teoria e a prática de duas coisas: tortura e de responsabilidade pessoal e é sábio sobre o que é certo e o que é errado.'" Por outro lado, Peter Travers, da Rolling Stone, elogiou o elenco, mas observou que o filme era um "busto como um drama convincente".